# Bounce Rock
Bounce Rock é uma rocha do tamanho aproximado de uma bola de futebol composta primariamente por piroxena encontrada em Marte pelo veículo explorador de Marte Opportunity em abril de 2004. A rocha recebeu esse nome devido ao fato de que ela foi atingida pela Opportunity enquanto esta ainda saltava pelo terreno em seu estágio de aterrissagem.
A Bounce Rock lembra bastante uma classe de meteoritos encontrados na Terra conhecidos como shergottitos, os quais acredita-se terem surgido em Marte.